# Giải thưởng Âm nhạc MTV Châu Âu
Giải thưởng Âm nhạc MTV Châu Âu (MTV Europe Music Awards hay MTV EMAs hay đơn giản EMAs) là một giải thưởng thành lập năm 1994 bởi kênh truyền hình MTV châu Âu. Giải thưởng Âm nhạc Châu Âu được tổ chức hàng năm tại một quốc gia khác nhau; nó đã được tổ chức hầu hết ở Vương quốc Anh. Lễ trao giải hàng năm có các màn trình diễn của các nghệ sĩ nổi bật và việc trao các giải thưởng được nhiều người quan tâm hơn. Katy Perry là người duy nhất được làm dẫn chương trình hai lần liên tiếp là vào năm 2008 và 2009.
Các giải thưởng là sự phản ánh của nền âm nhạc quốc tế và châu lục. Họ đại diện cho quê hương và thành tích trong các thể loại và lĩnh vực âm nhạc đa dạng, cho thấy sự đa dạng và phạm vi của buổi biểu diễn. Kể từ lễ trao giải năm 2007, người xem có thể bình chọn cho nghệ sĩ yêu thích của họ ở tất cả các hạng mục chung bằng cách truy cập trang web của MTV.
Giải thưởng Âm nhạc MTV Châu Âu lần thứ nhất được tổ chức vào năm 1994 tại Cổng Brandenburg ở Berlin, Đức, 5 năm sau khi Bức tường Berlin sụp đổ . Buổi lễ thường niên được truyền hình trực tiếp trên kênh MTV Global, Channel 5 và hầu hết các kênh MTV quốc tế cũng như trực tuyến.

## Sự kiện nổi bật

### 2020s

#### 2020–2024
2020: Buổi lễ được đăng cai vào ngày 8 tháng 11. Do đại dịch COVID-19 đang diễn ra , chương trình lần đầu tiên được tổ chức ảo và các buổi biểu diễn được quay ở nhiều địa điểm khác nhau trên thế giới. Buổi lễ được tổ chức bởi Little Mix , nhưng chỉ có ba thành viên của nhóm, Perrie Edwards, Leigh-Anne Pinnock và Jade Thirlwall, xuất hiện; Jesy Nelson không tham gia vì lý do sức khỏe. Sự kiện có màn trình diễn của Little Mix, Doja Cat (người đã trình diễn phiên bản Rock của đĩa đơn ăn khách ("Say So"), David Guetta, yungblud, Sam Smith và DaBaby. Những người chiến thắng khác trong đêm bao gồm Coldplay (cho Best Rock), Hayley Williams của Paramore (cho Best Alternative), Karol G (cho Hợp tác xuất sắc nhất và Bản Latin hay nhất), DJ Khaled (cho Video hay nhất) và Doja Cat (cho Nghệ sĩ Mới hay nhất), những người cũng đã gửi tin nhắn video được quay trước để cảm ơn người hâm mộ của họ.
2021: Buổi lễ được tổ chức tại Budapest , Hungary , bất chấp những tranh cãi nổ ra bởi luật chống LGBT do chính phủ Hungary thúc đẩy. Chris McCarthy, Giám đốc điều hành của MTV Entertainment Group Worldwide, giải thích rằng bất chấp luật pháp, MTV quyết định không chuyển chương trình để quảng bá thông qua việc ủng hộ cộng đồng LGBT của đất nước
2022: Buổi lễ được tổ chức tại PSD Bank Dome ở Dusseldorf , Đức vào ngày 13 tháng 11, do Rita Ora và Taika Waititi chủ trì . Ngoài ra Taylor Swift cũng tham dự EMAs lần đầu tiên sau 10 năm và giành được 4 giải thưởng bao gồm Video hay nhất và Nghệ sĩ xuất sắc nhất. Chương trình còn có các màn trình diễn của Ava Max, Bebe Rexha và GAYLE .

## Các thành phố địa điểm tổ chức
| Năm  | Ngày                 | Địa Điểm                               | Dẫn Chương Trình                    | Bài Hát Hay Nhất                                   | Ghi Chú |
| ---- | -------------------- | -------------------------------------- | ----------------------------------- | -------------------------------------------------- | ------- |
| 1994 | 24 tháng 11 năm 1994 | Cổng Brandenburg                       | Tom Jones                           | "7 Seconds" của Youssou N'Dour và Neneh Cherry     | [ 6 ]   |
| 1995 | 23 tháng 11 năm 1995 | Zénith Paris                           | Jean Paul Gaultier                  | "Zombie" của the Cranberries                       | [ 7 ]   |
| 1996 | 14 tháng 11 năm 1996 | Alexandra Palace                       | Robbie Williams                     | "Wonderwall" của Oasis                             | [ 8 ]   |
| 1997 | 6 tháng 11 năm 1997  | Rotterdam Ahoy                         | Ronan Keating                       | "Mmmbop" của Hanson                                | [ 9 ]   |
| 1998 | 12 tháng 11 năm 1998 | Mediolanum Forum                       | Jenny McCarthy                      | "Torn" của Natalie Imbruglia                       | [ 10 ]  |
| 1999 | 11 tháng 11 năm 1999 | Point Theatre                          | Ronan Keating                       | "...Baby One More Time" của Britney Spears         | [ 11 ]  |
| 2000 | 16 tháng 11 năm 2000 | Avicii Arena                           | Wyclef Jean                         | "Rock DJ" của Robbie Williams                      | [ 12 ]  |
| 2001 | 8 tháng 11 năm 2001  | Festhalle Frankfurt                    | Sacha Baron Cohen as Ali G          | "Clint Eastwood" của Gorillaz                      | [ 13 ]  |
| 2002 | 14 tháng 11 năm 2002 | Palau Sant Jordi                       | Puff Daddy                          | "Get the Party Started" của Pink                   | [ 14 ]  |
| 2003 | 6 tháng 11 năm 2003  | Western Harbour                        | Christina Aguilera                  | "Crazy in Love" của Beyoncé cùng Jay Z             | [ 15 ]  |
| 2004 | 18 tháng 11 năm 2004 | Tor di Valle                           | Xzibit                              | "Hey Ya!" của Outkast                              | [ 16 ]  |
| 2005 | 3 tháng 11 năm 2005  | Altice Arena                           | Sacha Baron Cohen as Borat Sagdiyev | "Speed of Sound" của Coldplay                      | [ 17 ]  |
| 2006 | 2 tháng 11 năm 2006  | Bella Center                           | Justin Timberlake                   | "Crazy" của Gnarls Barkley                         | [ 18 ]  |
| 2007 | 1 tháng 11 năm 2007  | Olympiahalle                           | Snoop Dogg                          | "Girlfriend" của Avril Lavigne                     | [ 19 ]  |
| 2008 | 6 tháng 11 năm 2008  | M&S Bank Arena                         | Katy Perry                          | "So What" của Pink                                 | [ 20 ]  |
| 2009 | 5 tháng 11 năm 2009  | Mercedes-Benz Arena                    | Katy Perry                          | "Halo" của Beyoncé                                 | [ 21 ]  |
| 2010 | 7 tháng 11 năm 2010  | Caja Mágica                            | Eva Longoria                        | "Bad Romance" của Lady Gaga                        | [ 22 ]  |
| 2011 | 6 tháng 11 năm 2011  | SSE Arena                              | Selena Gomez                        | "Born This Way" của Lady Gaga                      | [ 23 ]  |
| 2012 | 11 tháng 11 năm 2012 | Festhalle Frankfurt                    | Heidi Klum and Ludacris             | "Call Me Maybe" của Carly Rae Jepsen               | [ 24 ]  |
| 2013 | 10 tháng 11 năm 2013 | Ziggo Dome                             | Redfoo                              | "Locked Out of Heaven" của Bruno Mars              | [ 25 ]  |
| 2014 | 9 tháng 11 năm 2014  | OVO Hydro                              | Nicki Minaj                         | "Problem" của Ariana Grande cùng Iggy Azalea       | [ 26 ]  |
| 2015 | 25 tháng 10 năm 2015 | Mediolanum Forum                       | Ed Sheeran and Ruby Rose            | "Bad Blood" của Taylor Swift cùng Kendrick Lamar   | [ 27 ]  |
| 2016 | 6 tháng 11 năm 2016  | Rotterdam Ahoy                         | Bebe Rexha                          | "Sorry" của Justin Bieber                          | [ 28 ]  |
| 2017 | 12 tháng 11 năm 2017 | OVO Arena                              | Rita Ora                            | "There's Nothing Holdin' Me Back" của Shawn Mendes | [ 29 ]  |
| 2018 | 4 tháng 11 năm 2018  | Bizkaia Arena                          | Hailee Steinfeld                    | "Havana" của Camila Cabello cùng Young Thug        | [ 30 ]  |
| 2019 | 3 tháng 11 năm 2019  | FIBES Conference and Exhibition Centre | Becky G                             | "Bad Guy" của Billie Eilish                        | [ 31 ]  |
| 2020 | 8 tháng 11 năm 2020  | Breakfast Television Centre            | Little Mix                          | "Dynamite" của BTS                                 | [ 32 ]  |
| 2021 | 14 tháng 11 năm 2021 | László Papp Budapest Sports Arena      | Saweetie                            | "Bad Habits" của Ed Sheeran                        | [ 33 ]  |
| 2022 | 13 tháng 11 năm 2022 | PSD Bank Dome                          | Rita Ora và Taika Waititi           | "Super Freaky Girl" của Nicki Minaj                | [ 34 ]  |

## Hạng mục giải thưởng
Có 16 hạng mục chính ("Hạng mục Chính") và 31 hạng mục địa phương được mở để bỏ phiếu. Các giải thưởng cho Video hay nhất và Đạo diễn toàn cầu được chọn bởi Nhóm biên tập âm nhạc của MTV và không đủ điều kiện để bình chọn. Tại thời điểm bỏ phiếu, người bỏ phiếu phải từ 13 tuổi trở lên và không được là nhân viên, đại lý hoặc đại diện của Viacom International Media Networks, một bộ phận của Viacom International, Inc. ("VIMN") hoặc bất kỳ công ty mẹ nào của Viacom International Media Network. công ty, chi nhánh hoặc các công ty liên quan.
Các danh mục chính hiện tại
- Best Song
- Best Video
- Best Artist
- Best New Act
- Best Push Act
- Best Pop
- Best Rock
- Best Hip-Hop
- Best Electronic
- Best Alternative
- Best Live Act
- Best World Stage Performance
- Best Collaboration
- Biggest Fans
- Best Look

Tại khu vực
Châu Âu
- Best Baltic Act
- Best Belgian Act
- Best Dutch Act
- Best French Act
- Best German Act
- Best Hungarian Act
- Best Israeli Act
- Best Italian Act
- Best Nordic Act
- Best Polish Act
- Best Portuguese Act
- Best Spanish Act
- Best Swiss Act
- Best UK & Ireland Act
- Best Ukrainian Act

Các quốc gia còn lại
- Best African Act
- Best Australian Act
- Best Brazilian Act
- Best Canadian Act
- Best Indian Act
- Best Japanese Act
- Best Korean Act
- Best Greater China Act
- Best Latin America North Act
- Best Latin America Central Act
- Best Latin America South Act
- Best Caribbean Act
- Best New Zealander Act
- Best Southeast Asian Act
- Best US Act

## Kỷ lục
Tính đến năm 2022, kỷ lục giành được nhiều giải thưởng Âm nhạc Châu Âu nhất thuộc về Justin Bieber, người đã tích lũy được 22 giải thưởng. Đối với một nghệ sĩ nữ, kỷ lục giành được nhiều giải nhất Europe Music Awards thuộc về Lady Gaga và Taylor Swift, những người đã thu về 12 giải thưởng. Kỷ lục giành được nhiều giải thưởng âm nhạc châu Âu nhất do một nhóm nhạc nam và nhóm nhạc nam giành được thuộc về BTS với 14 giải thưởng. Kỷ lục giành được nhiều giải thưởng nhất của một nhóm nhạc nữ thuộc về Little Mix, với 7 lần đoạt giải.
Được đề cử nhiều nhất (tính đến năm 2022)
Đề cử 52 lần
- Justin Bieber

Đề cử 44 lần
- Taylor Swift

Đề cử 41 lần
- Lady Gaga

Đề cử 34 lần
- Ariana Grande

Đề cử 33 lần
- Eminem
- Katy Perry

Đề cử 32 lần
- Beyoncé

Đề cử 30 lần
- Rihanna

Đề cử 28 lần
- Coldplay

Đề cử 24 lần
- Robbie Williams (22 solo; 2 w/Take That)
- Nicki Minaj

Đề cử 23 lần
- Kanye West

Đề cử 22 lần
- Linkin Park

Đề cử 21 lần
- BTS

Đề cử 20 lần
- Justin Timberlake